# 38-я параллель (фильм)
«38-я параллель» (кор. 태극기 휘날리며 Тхэгыкки хвиналлимё, англ. Brotherhood: Taegukgi, Tae Guk Gi: The Brotherhood of War) — эпический военный фильм режиссёра Кан Джегю, рассказывающий об истории двух братьев во время Корейской войны. Из-за обилия сцен насилия фильм получил высокие ограничительные рейтинги во многих странах. Оригинальное название Тхэгыкки хвиналлимё буквально переводится как «Размахивая Тхэгыкки», где Тхэгыкки — название национального флага Республики Корея.

## Сюжет
Наши дни. На местах боёв в районе 38-й параллели военные ведут поисковые работы: выкапывают остатки обмундирования, вооружения, кости погибших воинов. Останки собираются в гробы, куда кладут белые хризантемы, гробы накрывают национальным флагом, затем участники поисков кланяются павшим. При идентификации останков поисковики находят вещи рядового Ли Джин Сока, однако он оказывается в списке выживших, а не погибших. Поисковик связывается с ветераном, он считает, что погибший — однофамилец, но старик сразу понимает, что случилось. Он решает ехать на место поисков и тайком достаёт из ящика пару ни разу не надёванных ботинок. Воспоминания уносят его в далёкое лето 1950 года в Сеуле. Жизнь в городе после окончания японского правления налаживается, простым людям приходится много работать, чтобы выжить. Ли Джин Тхэ — сапожник-самоучка и чистильщик обуви, много работает, чтобы поддержать семью и младшего брата Ли Джин Сока. Джин Сок много занимается в школе, получает хорошие оценки, однако у него слабое сердце, что постоянно беспокоит его семью. Мать братьев, вдова, вместе с невестой Джин Тхэ, Ён Син, продают лапшу. Осенью Джин Тхэ и Ён Син планируют пожениться.
В один из мирных дней приходит страшная новость о войне. Фронт приближается всё ближе к дому. Семья Джин Тхэ вместе с потоком беженцев спешит на юг, надеясь укрыться у дяди братьев. На одной из станций военные насильно забирают Ли Джин Сока в вагон для новобранцев. Джин Тхэ пытается помешать рекрутёрам, но его самого тоже не выпускают из вагона. На фронте только смеются над протестами Джин Тхэ: военная ситуация критическая. Джин Тхэ просит разрешения служить в одной части с братом. Он первым вызывается на опасное задание, надеясь отличиться и отправить больного брата домой. Отряд Джин Тхэ размещает мины у переднего края и после ожесточённого боя с подоспевшим отрядом северян им приходится отступить. Вскоре рота оказывается в окружении. Джин Тхэ предлагает командирам самим напасть и уничтожить противника, не дожидаясь пока голод заставит их умереть или капитулировать. Дерзкая ночная атака удаётся: южнокорейцы громят врага и прорывают окружение. Наутро приходит сообщение о высадке американцев в Инчхоне. Джин Тхэ становится находкой для военной пропаганды, ему присваивают звание сержанта. Он продолжает храбро сражаться на фронте. Во время боёв за Пхеньян он заходит в тыл противнику, затем захватывает в плен северокорейского командующего. В одной из деревень они находят безжалостно истреблённых крестьян. После этого Джин Тхэ не берёт в плен никого, но по настоянию Джин Сока щадит нескольких пленных, среди которых оказывается земляк и друг братьев Ёнг Сок, которого северяне насильно призвали в ополчение.
Южане доходят почти до северной границы Кореи и уже строят планы о жизни после победы. Джин Сок, возмущённый холодной жестокостью брата и его стремлением выслужиться, заявляет, что ненавидит его. В этот момент доносится сигнал о сборе — в наступление на стороне северян пошли сотни тысяч китайцев. Южнокорейская армия беспорядочно отступает. Во время стычки с пленными, завладевшими оружием, Джин Тхэ хладнокровно убивает безоружного Ёнг Сока, ещё более отвращая от себя брата. На стоянке Джин Тхэ награждают орденом Славы — высшей наградой Республики Корея. Братьев отправляют в увольнительную, они спешат в Сеул. Контрразведка арестовывает Ён Син и вступившегося за неё Джин Сока, контрразведчики растреливают пленных десяток за десятком. Братья требуют от контрразведчиков освободить Ён Син, пленные разбегаются возникает хаос. Джин Тхэ выводит Ён Син, но один из контрразведчиков скашивает её выстрелами. Братьев арестовывают и запирают в бараке вместе с пленными северянами. Джин Сок во всём обвиняет Джин Тхэ. Джин Тхэ вызывают к новому командиру батальона, он отказывается демобилизовать Джин Сока. Начинается вражеский обстрел. Джин Тхэ, угрожая пистолетом, требует от командира открыть бараки, но тот вместо этого приказывает по телефону сжечь пленных. Джин Тхэ спешит к баракам, но контужен взрывом. После боя Джин Тхэ, ставший пленником китайцев, находит на пепелище ручку, которую когда-то подарил Джин Соку, рядом с обуглившимися костями. Его горю нет предела. Он слышит голос командира батальона, выбегает наружу и в гневе забивает его булыжником насмерть на глазах у китайских конвоиров.
1951 год. В госпиталь приезжают двое контрразведчиков, чтобы допросить Джин Сока. В последнюю минуту однополчанин вытащил его из горящего барака, Джин Сок выздоравливает и ожидает демобилизации. Контрразведчики сообщают, что Джин Тхэ стал командиром спецназа северян — «Союза Знамени». Этот факт является ударом для южнокорейской пропаганды и подарком для северной. Однополчанин рассказывает, что Джин Тхэ любил брата, но сейчас думает, что Джин Сок погиб. Джин Сок находит письмо Джин Тхэ, он пишет матери, что надеется вскоре вместе с братом быть дома. Джин Сок решает найти брата и отправляется на передовую. Однако американцы переносят сроки наступления на сутки и командование решает, чтобы Джин Сок обратился по громкоговорителю к Джин Тхэ. Джин Сок пробирается к позициям северян, но те принимают его за шпиона. Его отправляют в батальонную службу безопасности, но в это время начинается масштабное наступление южан. Южнокорейцы врываются в окопы, но на помощь северянам приходит «Союз Знамени». Среди спецназовцев Джин Сок видит своего брата, но ослеплённый ненавистью Джин Тхэ не узнаёт брата. Южане отступают. Джин Сок выносит на спине раненого Джин Тхэ, но пуля пробивает ему ногу. Джин Тхэ узнаёт брата и пытается отдать ему ручку, но тот говорит, что Джин Тхэ отдаст её в следующий раз. Он зовёт брата с собой, но Джин Тхэ приказывает брату уходить, говоря, что не умрёт, пока не сделает ему ботинки для института, и позже присоединится к нему. Северяне стреляют по  отступающим южанам, Джин Тхэ видит, что раненый брат не успевает уйти, разворачивает пулемёт, открывает шквальный огонь по северокорейцам и погибает.
Наши дни. Над окопом, где лежат кости Джин Тхэ, стоит Джин Сок. Он, глядя на останки брата, говорит с ним как с живым: «Почему ты здесь лежишь?! Ты же обещал вернуться!!!» С криками «Брат! Брат!» Джин Сок падает на землю и горько рыдает.
Джин Сок возвращается домой в лежащий в руинах Сеул. Среди руин он встречает свою мать и маленьких родственников Ён Син. Он находит ботинки, которые брат сделал для него.

## Награды и номинации

### Награды
- 2004 — Blue Dragon Film Awards — Лучший актёр (Dong-gun Jang), Лучшая операторская работа (Kyung-Pyo Hong) и монтаж (Kyeong-hie Choi);
- 2004 — Grand Bell Awards — Лучшая работа художника-постановщика (Bo-kyeong Shin), оператора (Kyung-Pyo Hong) и лучшие спецэффекты (Suk-won Kim и Taekyu Lee);
- 2005 — Азиатско-тихоокеанский кинофестиваль — Лучшая режиссура (Je-gyu Kang) и Лучший фильм (Je-gyu Kang);
- 2005 — Political Film Society — Political Film Society Award for Peace.

### Номинации
- 2005 — Political Film Society — Political Film Society Award for Exposé.

## В ролях
| Актёр        | Роль                                      |
| ------------ | ----------------------------------------- |
| Чан Дон Гон  | Ли Джин Тхэ                               |
| Вон Бин      | Ли Джин Сок                               |
| Ли Ын Чжу    | Ким Ён Син                                |
| Чхве Мин Сик | главнокомандующий войсками Северной Кореи |